# Quirindi Airport
Quirindi Airport är en flygplats i Australien. Den ligger i kommunen Liverpool Plains och delstaten New South Wales, i den sydöstra delen av landet, omkring 270 kilometer norr om delstatshuvudstaden Sydney. Quirindi Airport ligger 318 meter över havet.
Trakten runt Quirindi Airport är nära nog obefolkad, med mindre än två invånare per kvadratkilometer.. Närmaste större samhälle är Quirindi, omkring 16 kilometer öster om Quirindi Airport.
Trakten runt Quirindi Airport består till största delen av jordbruksmark. Genomsnittlig årsnederbörd är 907 millimeter. Den regnigaste månaden är februari, med i genomsnitt 171 mm nederbörd, och den torraste är oktober, med 20 mm nederbörd.